# Chris De Stoop

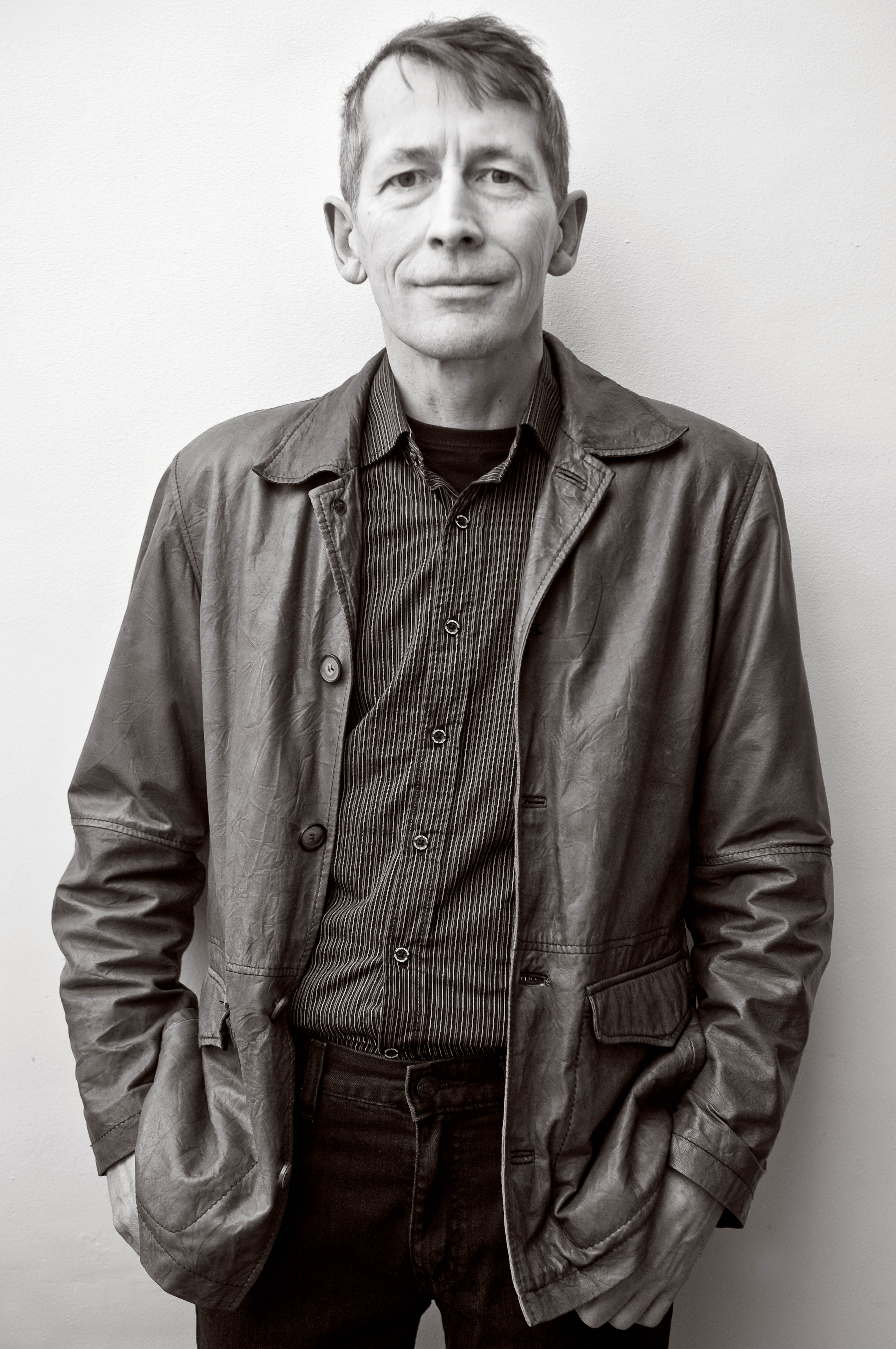
Chris De Stoop (2012)

Christian De Stoop (geboren 1958 in Sint-Gillis-Waas) ist ein belgischer Journalist und Schriftsteller.

## Leben
De Stoop ist der zweite Sohn einer Bauernfamilie im Waasland. Er studierte und
arbeitet seit Mitte der 1970er Jahre als Journalist und Reporter für die belgisch-niederländische Wochenzeitung Knack. Aus dieser Arbeit erwuchs 1992 sein erstes Buch Ze zijn zo lief meneer über den internationalen Frauenhandel. Das Buch erregte eine große Aufmerksamkeit und führte zu einer parlamentarischen Untersuchung der Verhältnisse in Belgien.
2004 veröffentlichte er einen Bericht über die Migration Zij kwamen uit het Oosten. Das Buch erhielt den Gouden Uil Publikumspreis. 2008 wurde sein Buch Het complot van België für den AKO Literatuurprijs nominiert. Er zog 1999 in die Gemeinde Beveren und setzt sich mit der Industrialisierung der Scheldepolder und deren Auswirkungen auf die Landwirtschaft auseinander (De Bres, 2000). Seit dem Tod seines Bruders kümmert er sich auch noch um den Bauernhof der Familie (Dit is mijn hof, 2015). In dem Buch stellt er die Frage, warum die Gesellschaft den rasanten Niedergang der freien Bauern nicht als gesellschaftliche Tragödie begreife.

## Werke (Auswahl)
- Ze zijn zo lief, meneer. Over vrouwenhandelaars, meisjesballetten en de Bende van de Miljardair. De Bezige Bij, Amsterdam 1992.
- Haal de was maar binnen. Aziza, of een verhaal van deportatie in Europa. De Bezige Bij, Amsterdam 1996.
  - Hol die Wäsche rein. Die Geschichte einer ganz gewöhnlichen Abschiebung. Übersetzung Franca Fritz. Fischer Taschenbuch, Frankfurt am Main 1996.
- Ik ben makelaar in hasj. De Bezige Bij, Amsterdam 1998.
- De bres. De Bezige Bij, Amsterdam 2000.
- Zij kwamen uit het Oosten. De Bezige Bij, Amsterdam 2003.
- De vuurwerkmeester. De Bezige Bij, Amsterdam 2005.
- Het complot van België. De Bezige Bij, Amsterdam 2007.
- Vrede zij met u, zuster. Het verhaal van een westerse zelfmoordterroriste. De Bezige Bij, Amsterdam 2010.
- Moedermoord. Een vertelling. De Bezige Bij, Amsterdam 2012.
- Dit is mijn hof. De Bezige Bij, Amsterdam 2015.
  - Das ist mein Hof. Geschichte einer Rückkehr. Übersetzung Birgit Erdmann. S. Fischer Verlag, Frankfurt am Main 2016.
- Ex reporter. Spraakmakende reportages. De Bezige Bij, Amsterdam 2016.
- Het vierde gewas. Zeeland : uitgave van de gezamenlijke Zeeuwse boekhandels, 2016.
- Wanneer het water breekt. De Bezige Bij, Amsterdam 2018.
- Het boek Daniël. De Bezige Bij, Amsterdam 2020.
- Hemelrijk. De Bezige Bij, Amsterdam 2022.